# Irwiniella sequa
Irwiniella sequa är en tvåvingeart som först beskrevs av Walker 1852.  Irwiniella sequa ingår i släktet Irwiniella och familjen stilettflugor. Inga underarter finns listade i Catalogue of Life.